# Giovinezza (film 1938)
Giovinezza (Jugend) è un film del 1938 diretto da Veit Harlan.

## Trama
Il film è tratto liberamente dal dramma teatrale naturalista Giovinezza di Max Halbe rappresentata per la prima volta a Berlino nel 1893 e divenuto un clamoroso successo, tanto da essere tradotto immediatamente in varie lingue fra cui l'italiano. Nel dramma di Max Halbe, due adolescenti (Ännchen e Hans), cugini fra di loro, si innamorano nella casa di un bonario parroco cattolico polacco, loro zio, il quale ospita la ragazza e il suo fratellastro orfani. Il fratellastro della ragazza (Amandus), affetto da disturbi mentali, li spia mentre amoreggiano e racconta il fatto a Gregor von Schigorski, un cappellano fanatico il quale cercava di spingere la ragazza a monacarsi per espiare una colpa materna. Il parroco, informato dal cappellano, chiede ad Hans di tornarsene a casa, di terminare gli studi e ritornare solo quando sarà indipendente anche dal punto di vista economico. Amandus, che odia Hans, cerca di uccidere il giovane quando questi sta uscendo per andar via; Ännchen si getta su Hans per proteggerlo e viene colpita a morte.
La trama del film è differente dal dramma teatrale da cui è tratto. La sceneggiatrice Thea von Harbou ha scritto una storia molto violenta contro la Chiesa cattolica. Ännchen, un'orfana diciottenne, vive in casa di uno zio parroco. La ragazza s'innamora di Hans, uno studente venuto in vacanza dalla città. L'amore fra i due adolescenti è spiato dal cappellano vicario Gregor von Schigorski, un fanatico che peraltro ha delle mire sulla ragazza. Hans viene scacciato dalla canonica. Dopo la partenza dell'amato, Ännchen si uccide gettandosi in un fiume.

## Critica
Il film diede al regista Veit Harlan, da poco separato dalla moglie Hilde Körber, l'occasione di conoscere l'attrice svedese naturalizzata tedesca Kristina Söderbaum la quale diverrà poco dopo sua moglie. Veit Harlan e Kristina Söderbaum erano entrambi nazisti; Kristina Söderbaum rappresentava l'immagine della giovane donna di razza ariana, vessata dai nemici del nazismo per motivi politici o religiosi, e che spesso sceglieva il suicidio per annegamento, come nel caso del film Giovinezza; quest'ultima caratteristica le valse l'ironico soprannome di «Reichswasserleiche» (Annegata ufficiale del Reich). Al termine della seconda guerra mondiale Giovinezza (Jugend) fu inserito dalle autorità di occupazione alleate in un elenco di 175 film vietati come opere di propaganda nazista.